# NGC 3511
NGC 3511 là tên của một thiên hà xoắn ốc trung gian nằm trong chòm sao Cự Tước. Khoảng cách của nó tới Trái Đất khoảng xấp xỉ 45 triệu năm ánh sáng. Kích thước biểu kiến của nó khoảng 70.000 năm ánh sáng. Vào ngày 21 tháng 12 năm 1786, nhà thiên văn học người Anh gốc Đức William Herschel. Nó nằm ở phía 2 độ của hướng tây tính từ ngôi sao Beta Crateris.
NGC 3511 có hai nhánh xoắn ốc dày, rối và chấp vá. Nó bắt đầu từ điểm phình thiên hà. Ngoài ra, chúng còn đứt đoạn. Những làn bụi đen có thể nhìn thấy xuyên suốt mô hình xoắn ốc của thiên hà này. Điểm phình của thiên hà này thì có hình elip và có độ sáng khá yếu. Từ điểm nhìn của chúng ta, nó nghiêng một góc khá lớn là 70 độ. Tại trung tâm của thiên hà này có một lỗ đen siêu khối lượng với khối lượng xấp xỉ khoảng từ 1,3 đến 6,2 triệu lần khối lượng mặt trời. Khối lượng đó được ước tính từ góc sân của các nhánh xoắn ốc. Nó được phân loại là một thiên hà Seyfert loại 1. Tuy nhiên nó chỉ thể hiện vạch quang phổ do đó nó được phân loại là thiên hà H II.
NGC 3511 tạo thành một cặp với NGC 3513 và chúng cách nhau 10,5". Hai thiên hà này tạo thành một nhóm thiên hà nhỏ tên là nhóm NGC 3511, nhóm này cũng bao hàm cả thiên hà ESO 502-024.

## Dữ liệu hiện tại
Theo như quan sát, đây là thiên hà nằm trong chòm sao Cự Tước và dưới đây là một số dữ liệu khác:
Xích kinh 11h 03m 23.8s
Xích vĩ −23° 05′ 12″
Giá trị dịch chuyển đỏ 0.003699 ± 0.000010  
Cấp sao biểu kiến 10.8 
Vận tốc xuyên tâm 1,109 ± 3 km/s
Kích thước biểu kiến 5′.8 × 2′.0
Loại thiên hà SAB(s)c 